# コルテオ
コルテオ（英: Corteo）は、シルク・ドゥ・ソレイユが2005年4月21日から2015年12月13日にかけて世界各地で行われた道化師をテーマにしたツアーショーである。

## 日本公演
2009年（平成21年）2月4日から2010年（平成22年）6月6日の1年4か月にわたり、フジテレビ開局50周年とシルク・ドゥ・ソレイユ創立25周年の特別企画として、日本公演「ダイハツ コルテオ」が開催された。
ショーは開催都市の利便性の高い空き地や駐車場などに「ビッグトップ」と呼ばれるテントを設営して開催され、東京では国立代々木競技場の駐車場、名古屋ではナゴヤドーム北側にある駐車場、大阪では中之島の空き地、福岡では千早駅西口前の再開発地、仙台ではあすと長町の再開発地（仙台市立病院移転予定地）が使用された。
日本公演のイメージソングは、音楽プロデューサーの小林武史が書き下ろし、歌手のSalyuが歌唱を担当した「コルテオ 〜行列〜」だった。
| 公演名       | テント名                 | 位置                                   | 公演期間                        | 公演数  | 動員数  |
| ------------ | ------------------------ | -------------------------------------- | ------------------------------- | ------- | ------- |
| 東京公演     | 原宿・新ビッグトップ     | 北緯35度40分3.5秒 東経139度41分53.5秒  | 2009年02月4日 - 2009年5月5日    | 129公演 | 040万人 |
| 名古屋公演   | 名古屋・新ビッグトップ   | 北緯35度11分14秒 東経136度56分55.2秒   | 2009年05月21日 - 2009年7月12日  | 074公演 | 023万人 |
| 大阪公演     | 大阪・新ビッグトップ     | 北緯34度41分30.8秒 東経135度29分24.6秒 | 2009年07月29日 - 2009年10月18日 | 114公演 | 036万人 |
| 東京最終公演 | 原宿・新ビッグトップ     | 北緯35度40分3.5秒 東経139度41分53.5秒  | 2009年11月4日 - 2010年1月24日   | 113公演 | 030万人 |
| 福岡公演     | 福岡千早・新ビッグトップ | 北緯33度39分1.6秒 東経130度26分21.7秒  | 2010年02月11日 - 2010年4月4日   | 072公演 | 020万人 |
| 仙台公演     | 仙台・新ビッグトップ     | 北緯38度13分55.4秒 東経140度53分18.1秒 | 2010年04月21日 - 2010年6月6日   | 064公演 | 017万人 |
| 日本公演全体 |                          |                                        | 2009年02月4日 - 2010年6月6日    | 566公演 | 167万人 |

## 演目
- アクロ・デュエット
- アダージョ・デュエット
- マリオネット
- バウンジング・ベッド
- シャンデリア
- シル・ホイール
- クリスタル・グラスとチベタン・ボール
- デュオ・ストラップ
- ゴルフ
- ヘリウム・ダンス
- ジャグリング
- ラダー
- リトル・ホース
- パラダイス
- テアトロ・インティモ
- ティーターボード
- タイトワイヤー
- ツアーニク